# ATI PowerPlay
ATI PowerPlay — технология динамического управления питанием, используемая в некоторых графических процессорах (GPU) производства фирмы AMD (ранее — ATI). Принцип работы основан на отслеживание загрузки GPU, определении оптимальных параметров и соответственном изменении тактовой частоты чипа, памяти и напряжения питания, тем самым оптимизируя энергопотребление и тепловыделение видеокарты. Технология в режимах простоя может отключать неиспользуемые блоки графического процессора.